# Piode

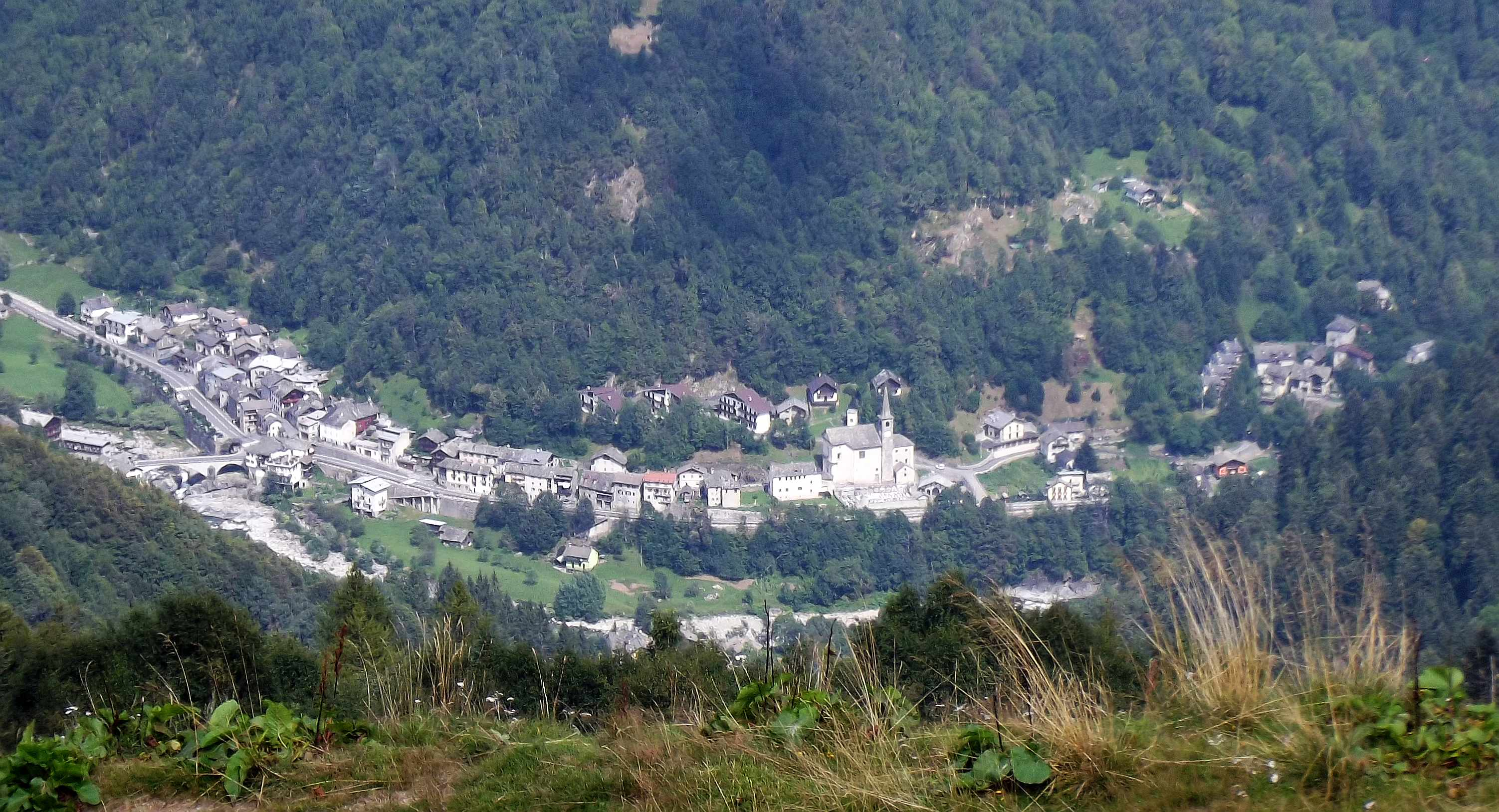
Panorama

Piode es una localidad y comune italiana de la provincia de Vercelli, región de Piamonte, con 200 habitantes.

## Evolución demográfica
| Gráfica de evolución demográfica de Piode entre 1861 y 2001 |
|                                                             |
| Fuente ISTAT - elaboración gráfica de Wikipedia             |